# Heracleum sphondylium
Heracleum sphondylium е растение от семейство Сенникови, разпространено в части от Азия (Казахстан, Киргизстан, Китай, Монголия, Русия, Турция, Япония), Африка (Мароко) и Европа (Австрия, Албания, Беларус, Белгия, България, Естония, Испания, Италия, Ирландия, Латвия, Литва, Македония, Молдова, Норвегия, Португалия, Румъния, Словения, Сърбия, Украйна, Унгария, Финландия, Франция, Черна гора, Чехия, Швейцария, Швеция). Пренесено е и на други места.

## Описание
Двугодишно или многогодишно диво растение, често класифицирано като плевел. На височина достига до 2 m. Стълбата са кухи, с власинки, листата – също с власинки, разделени. Цветовете са кремавобели и привличат много насекоми.
Растението цъфти от май до август.
Сокът му е дразнещ за кожата.

## Галерия
- Листа
- Стълбо, разрез
- Цветове
- Плодове
- Илюстрация